# 고카트

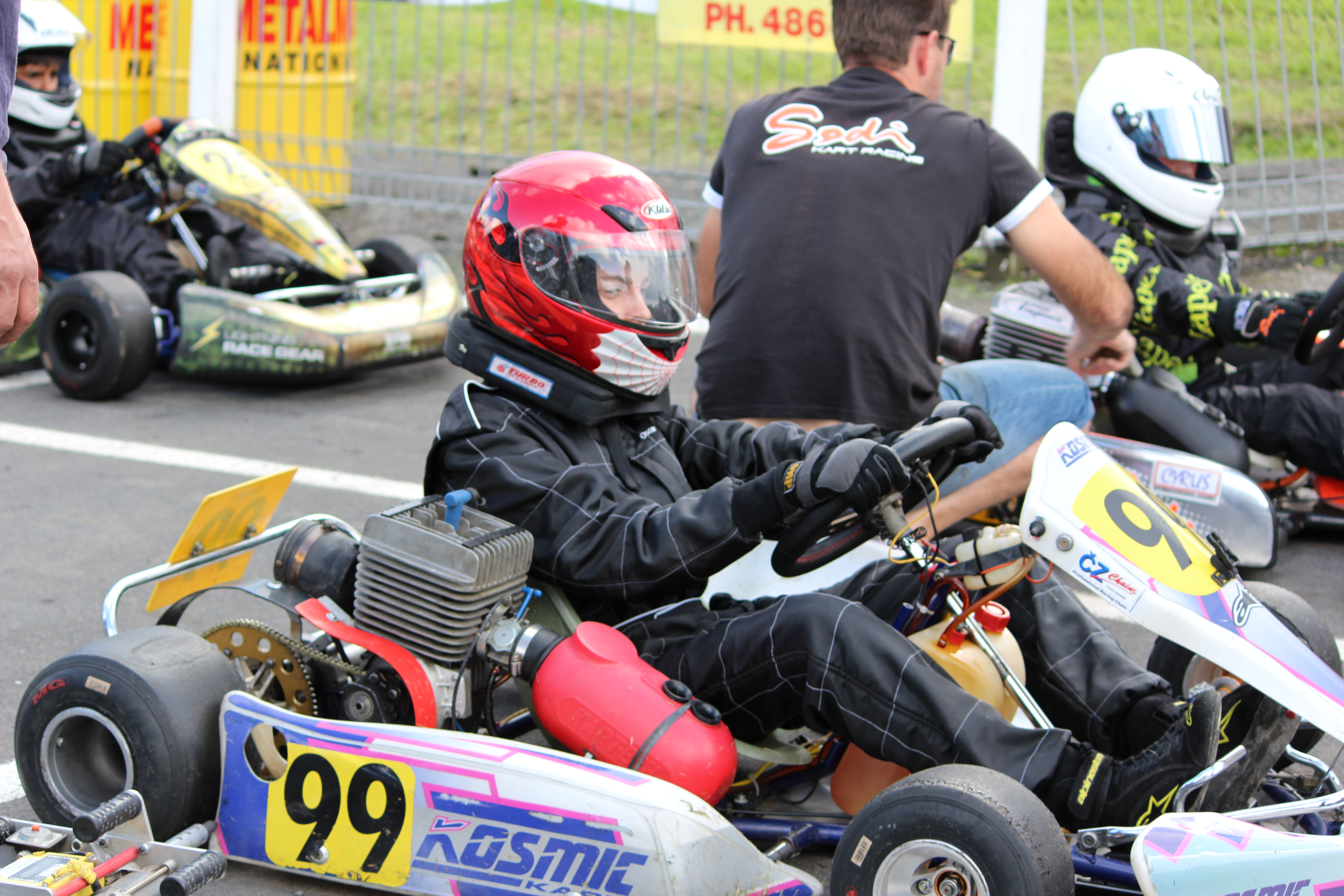

고카트(go-kart)는 사륜차의 일종이다. 고카트의 모양과 형태는 모터가 없는 모델에서부터 고성능 레이싱카트에 이르기까지 다양하다.

## 용어
용어의 기원은 분명치 않다. 처음 등장한 것들 중 하나는 스코틀랜드 화가 휴 카메론(Hugh Cameron)의 "The Go-Cart"라는 이름의 1885년 그림이다.

## 같이 보기
- 자동차 모형